# Safónovo (Múrmansk)
Safónovo (ruso: Сафо́ново) es un asentamiento de tipo urbano de Rusia. Se ubica en la óblast de Múrmansk y pertenece como pedanía al territorio de la ciudad cerrada de Severomorsk.
En 2023, el asentamiento tenía una población de 4255 habitantes.
Tiene su origen en una localidad rural llamada "Guba Griaznaya" (Губа Грязная), cuya existencia se conoce desde principios del siglo XX. En 1936 se abrió aquí un aeródromo para la Flota del Norte, origen de la actual base aérea Severomorsk-2. En 1954, Guba Griaznaya adoptó el estatus de posiólok y el topónimo "Safónovo", este último en recuerdo del aviador Borís Safónov, que había muerto en el cercano mar de Barents en la Segunda Guerra Mundial. Por su importancia militar, en 1996 Borís Yeltsin ordenó su integración en el área cerrada de Severomorsk, donde pasó a ser un asentamiento de tipo urbano.
Se ubica en la costa del fiordo de Múrmansk, a medio camino entre Severomorsk y Rosliakovo.